# Arkport

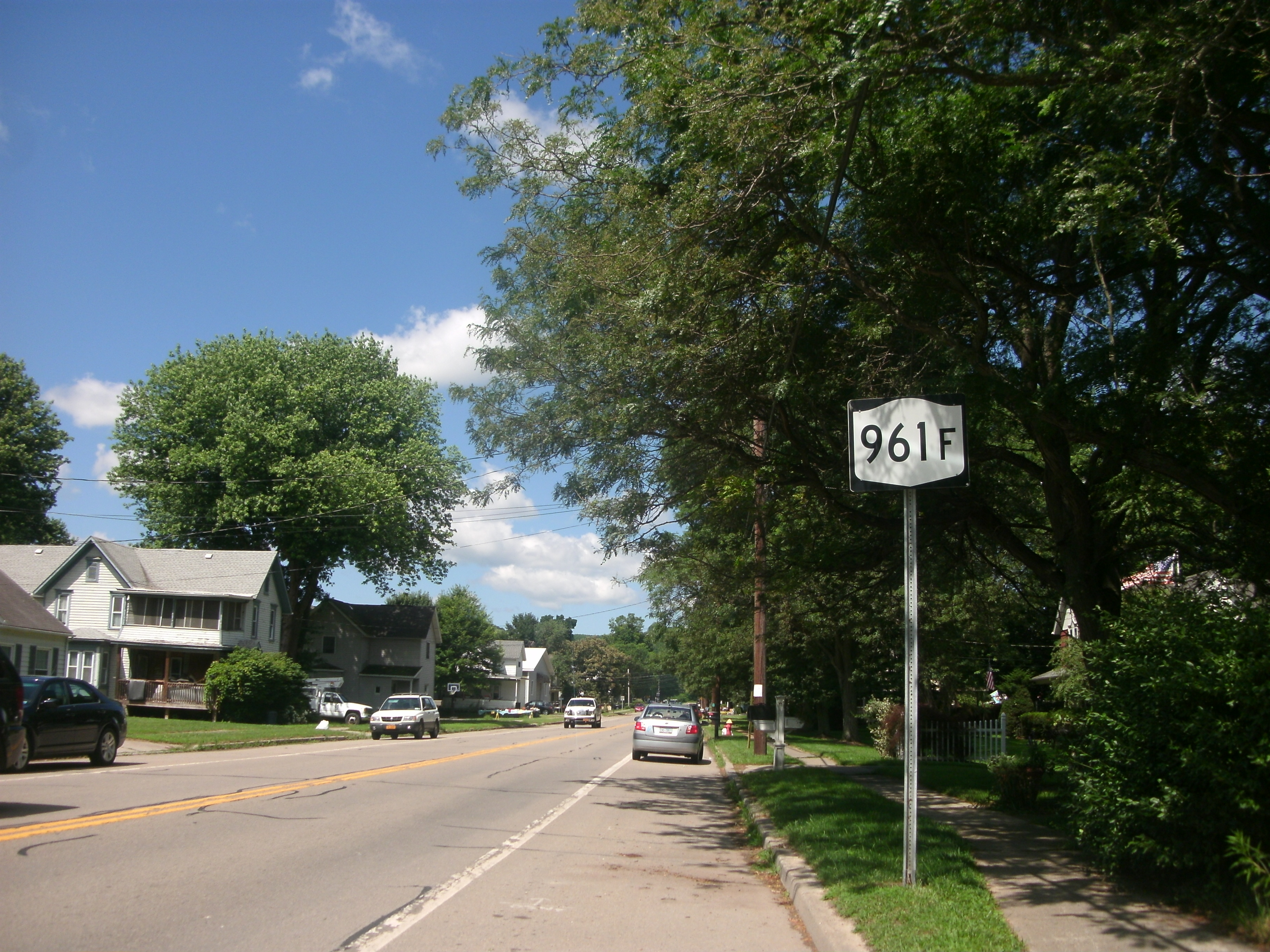
De New York State Route 961F op zijn oostelijke eindpunt in Arkport

Arkport is een Dorp in de Amerikaanse staat New York, en valt bestuurlijk gezien onder Steuben County.

## Demografie
Bij de volkstelling in 2010 werd het aantal inwoners van de village vastgesteld op 844.

## Geografie
Volgens het United States Census Bureau beslaat de plaats een oppervlakte van
1,8 km², geheel bestaande uit land.

## Plaatsen in de nabije omgeving
De onderstaande figuur toont nabijgelegen plaatsen in een straal van 12 km rond Arkport.

## Bekende mensen geboren in Arkport
Pete Parada (9 juli 1973) - Drummer